# 反諷
反諷（irony）或反语，是一种修辞格，特征是字面意义与深层意义不一致，即言在此而意在彼。反讽不一定帶有諷刺意义。

## 反讽的种类

### 语言式反讽
语言式反讽体现在语言上的意思跟心中含义的差别，是指字面上的意思跟说话人想要表达的意思相反。 例如：“什么东西与混凝土一样柔软”  语言式反讽是反讽中最简单的一种，并且跟讽刺相近，两者之略有不同便在于讽刺的侵略性。
语言式反讽跟情景式和戏剧性反讽的不同在于语言式反讽是说话的人有意识造成的。

### 情景式反讽
情景反讽是當從你所期望的相反的東西發生。再說，情景反讽的意味是什麼預期和實際發生的是不同。 每個人都有自己的想法每一個物體或生物的做什麼。
例子包括：
- 「救護車撞人」──救護車的主要任務是救人，搭載受傷的人接受醫治。這是情景反諷，因為救護車存在的理由就是為了救人，但反而害了人受傷。
- 「消防局着火」──消防員的工作場所是消防局。所有消防專家在這裡工作，並準備將居民從火中救出。這是情景反諷，因為沒有人會想到消防局着火。
- 「大水沖倒龍王廟」──龍王主管水，卻遭到水災，比喻團體內部發生禍亂，或者事情的演變出乎意料之外。
- 「猴子從樹上掉下來」──這是日文中的俗语，一样是情景反讽的好例子，因為猴子一般善於爬樹，因此沒有人會想到猴子從樹上掉下來。
- 「低薪當作是做功德」──投入勞動力、獲取薪水，本應是等價交換；然而當雇主惡意給予較低的薪水，就彷彿勞工布施了差額給雇主、累積福德。比喻勞動條件不合理。

### 戏剧式反讽
戏剧式反讽是一个叙事方式，用于让读者达到比人物多的知识。作家用故事的结构表达戏剧式反讽。作家要让读者知道对人物或者情节有显著性的事情。然后人物的言行对读者的意义变化，连反对读者的知识。戏剧式反讽最联想的文学方式是剧场艺术，但是所有的文学和表达艺术都有戏剧式反讽的例子。
西方的文学中最多戏剧式反讽的例子是从悲剧来的。索福克勒斯写的《伊底帕斯王》是最有名的戏剧式反讽例子之一。《伊底帕斯王》的读者在第一幕已经知道伊底帕斯王的生活背景，虽然伊底帕斯王自己都不知道。他每一次以为有所建树，读者知道他的行动特别糟糕。到最后一幕，伊底帕斯王终于知道他是谁，而且他的有所建树实际上不是好事，然后自杀。
中国文学中也有戏剧式反讽的例子， 但是在中国的文学中，戏剧式反讽最能联想到喜剧。中国明代凌濛初写的《丹客半黍九还富翁千金一笑》把戏剧式反讽用于使读者笑。这本短篇故事关于炼金术迷人两次被一样的坏人欺骗，而且还觉得他碰到的问题就是厄运。最后，虽然读者知道他上当了，他还是特别高兴。

## 反讽的误用
因为反讽的定义与用法错综复杂所以有不少人把他误解为巧遇的一种。举例子说，朋友偶然在路上见面的时候说 “这是我第三次碰到你，给我带来一点的反讽感。”
语言式和戏剧性的反讽用法简单，可是情景式反讽比较有弹性，所以常有人运用它的时候会误用。
流行文化中也通常有歌手和艺术家误解反讽的意义。比如说，艾拉妮絲·納丁·莫莉塞特的歌曲 “不就有反讽感吗？”里面有好几次把巧遇误解为情景式反讽，例如：“有老头98岁了，抽奖赢得了大笔钱，第二天就死了…… 不就有反讽感吗？”

## 生活實例
「尚書大人還真機靈，風往哪吹，你就往哪倒，真是佩服、佩服。」（香港電影《九品芝麻官》）

## 相關文學
克尔凯郭尔的《论反讽的概念》一书中，以苏格拉底为主线探讨了“反讽”的真正含义。

## 脚注
1. ↑  . cn.rocidea.com.   [28 August 2023]. （原始内容存档于2023-08-28）. 反讽成为一种修辞格，它的基本特征是字面意义与深层意义不一致，即言在此而意在彼，如它以反讽性褒扬予以责备，或者以反讽性责备予以褒扬，这一基本特征存在于反讽的各种变体形式之中。
2. ↑  Shaeffer, Neil (1975). 〈Irony〉. The Centennial Review, Vol. 19, No. 3, Michigan State University Press.
3. ↑  Situational Irony - Examples and Definition. (2016). Retrieved March 31, 2016, from http://literarydevices.net/situational-irony/ （页面存档备份，存于）
4. ↑  大英百科全书编辑者（2016）。〈戏剧式反讽〉。《大英百科全书》。电子版本〔http://www.britannica.com/art/dramatic-irony〕 （页面存档备份，存于）
5. ↑  《大英百科全书（2016）》。〈戏剧式反讽〉。《大英百科全书》。电子版本〔http://www.britannica.com/art/dramatic-irony〕 （页面存档备份，存于）
6. ↑  Andrew H. Plaks (2014)。〈Chinese Narrative: Critical and Theoretical Essays〉。《普林斯顿大学出版社》，頁 92–110。
7. ↑  Dictionary.com （2010）。〈Is Ironic The Most Abused Word in English?〉。《Dictionary.com》。电子版本〔http://blog.dictionary.com/ironic/〕 （页面存档备份，存于）
8. ↑  Shaughnessy, D. （2008）。〈Senior Year: A Father, A Son, and High School Baseball〉。《 霍顿·米夫林·哈考特》出版。

## 外部連結
- "The final irony"—a Guardian article about irony, use and misuse of the term
- Article on the etymology of Irony
- "Irony", by Norman D. Knox（页面存档备份，存于）, in Dictionary of the History of Ideas (1973)
- "Sardonicus"—a web-resource that provides access to similes, ironic and otherwise, harvested from the web.
- Excerpt on dramatic irony from Yves Lavandier's Writing Drama（页面存档备份，存于） Writing Drama（英语：Writing Drama） has a 52-page chapter on dramatic irony (with insights on the three phases (installation-exploitation-resolution), surprise, mystery, suspense, diffuse dramatic irony, etc.)
- "American Irony"（页面存档备份，存于） compared with British irony, quoting Stephen Fry
- American and British irony（页面存档备份，存于） compared by Simon Pegg
- Modern example of ironic writing（页面存档备份，存于）
- Irony definition by Baldrick (BlackAdder)（页面存档备份，存于）